# Rainforest Expeditions
Rainforest Expeditions SAC (RFE; с англ.  «экспедиции в тропический лес») — экотуристическая перуанская частная компания, чья деятельность направлена не только на получение дохода от «зелёного» туризма, но и на сохранение и исследование тропического леса, а также на интеграцию проживающего в нём коренного народа с современным обществом, сохраняя все его традиции.
Rainforest Expeditions — первое в Перу и второе в Южной Америке туристическое партнёрство с коренным населением территории.

## Организация
Rainforest Expeditions SAC основана в 1992 году перуанскими экологами Куртом Холле (англ. Kurt Holle) и Эдуардо Никандером (англ. Eduardo Nycander), на базе основанного ими же в 1989 году научно-исследовательского центра.
Компания управляется основателями в партнёрстве с коренным народом Ese'eja.
Штаб-квартира компании расположена в Пуэрто-Мальдонадо в Перу.
Территория и инфраструктура резервации принадлежит коренному народу, а управление и распределение прибыли происходит между ними и Rainforest Expeditions.

## Деятельность

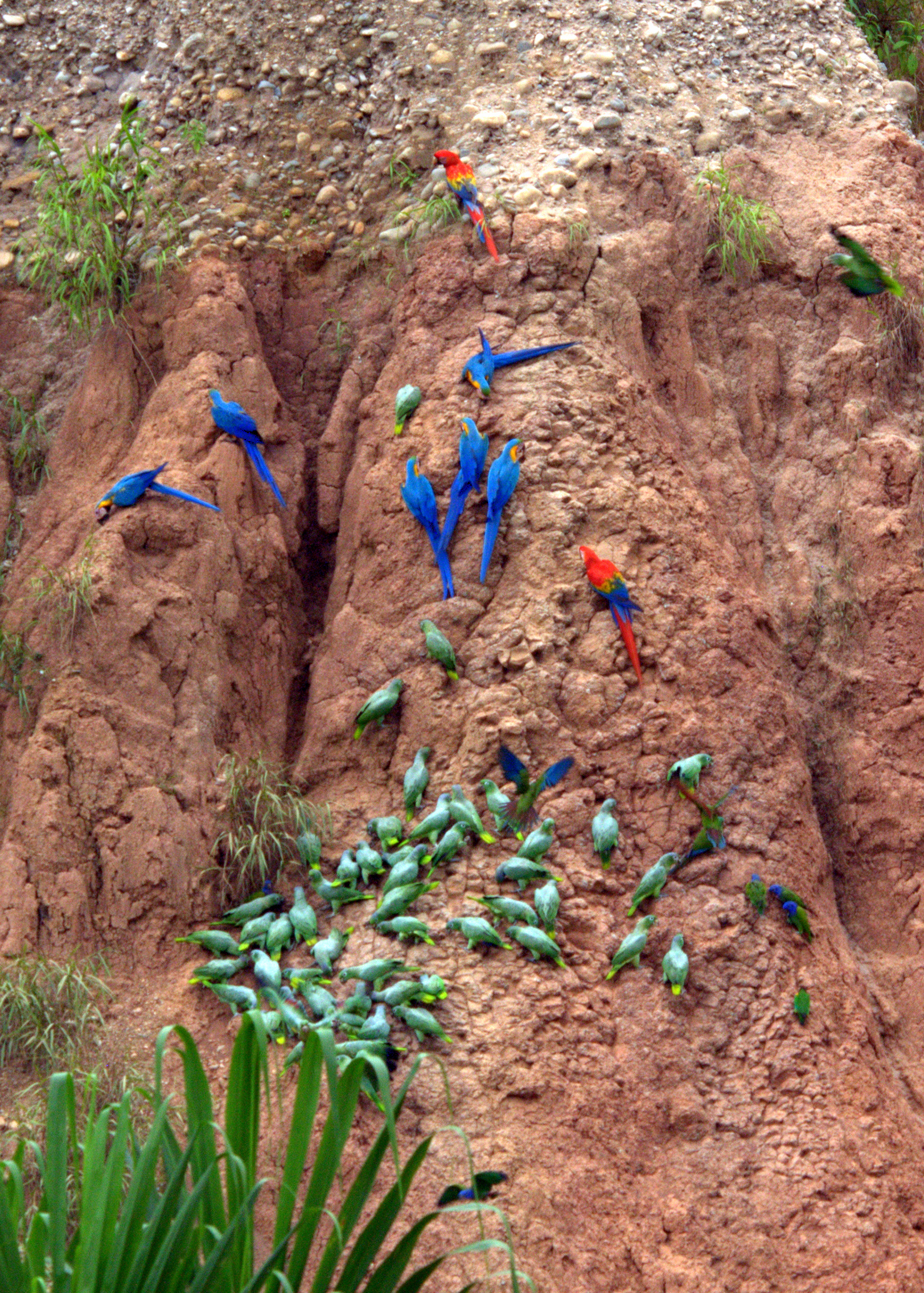
Попугаи в

Rainforest Expeditions SAC предлагает все виды классических для лесов Амазонки туров: приключенческие, фотоохоту, семейные, оздоровительные, культурные, каякинг, навесной альпинизм и другие виды приключенческих путешествий по джунглям, как для индивидуальных туристов, так и для семей и групп.
Под управлением компании находятся три созданных ею эколоджа (англ. eco-lodge) в заповеднике Тамбопата.
Rainforest Expeditions проводит образовательные лагеря для студентов и создаёт условия для научных исследований в регионе.
Компания управляет также интернет-магазином, где реализуется связанная с основной деятельностью сувенирная продукция.

## Показатели деятельности

### Экономические
На 2013 год Rainforest Expeditions принимала около 13 000 гостей в год.

### Экологические
Rainforest Expeditions защитила от незаконной добычи древесины, золота и охоты более чем 1 млн гектаров тропических лесов.

### Социальные
Создателям компании удалось построить полноценное партнёрство с коренными жителями джунглей Амазонки, которые стали получать экономические выгоды современного мира, полностью сохраняя свой традиционный уклад жизни; обучить их взаимодействию с предпринимателями и государством, в целях недопущения уничтожения их микромира, при этом получения выгоды от взаимодействия.

## Награды и премии
Rainforest Expeditions SAC получила множество профильных для экологического туризма наград.
В 2013 году основатель и руководитель Rainforest Expeditions Курт Холле (англ. Kurt Holle) назван Фондом Шваба социальным предпринимателем года.